# 인티미시미
인티미시미(영어: Intimissimi S.p.A)는 1996년에 설립 된 이탈리아의 의류 브랜드로 여성과 남성을 대상으로 한 파자마와 브래지어, 브리프, 속옷, 란제리 전문 회사이다. 인티미시미 의류는 제3자의 제휴 계약을 통해 빅토리아 시크릿을 통해 판매되었다. 2007년에 이 파트너십은 240 빅토리아 시크릿 매장에서 인티미시미를 판매하도록 확장 되었다. 2017년 10월, 이 브랜드는 베로나 아레나에서 키아라 페라그니가 디자인한 의상으로 'Intimissimi on ice'의 4번째 버전을 출시했다.
2017년 10월, 인티미시미는 뉴욕의 피프스 아베뉴에 500평 규모의 매장을 오픈하였다.
마리오 테스티노가 촬영한 2017년 캠페인에서 테니스 선수 아나 이바노비치, 모델 이리나 샤크, 배우 다코타 존슨이 출연했다.